# Ева Херцигова
Ева Херцигова (чеш. Eva Herzigová; Литвинов, 10. март 1973) је чешки супермодел. Након што је победила на избору за мис у Чехословачкој 1989. године, почиње своју каријеру модела у својој 16. години, има плаву косу и плаве очи, по чему је позната. По доласку у Париз постаје светски позната. Први већи посао била јој је кампања за Вондербра 1994. Једно време била је удата за Тика Тореса, бубњара Бон Џовија. Радила је рекламу за Гес џинс, појавила се у много каталога светски познатих модних кућа као што су Луј Витон, Хуго Бос, била је на насловној страни Плејбоја у августу 2004, била је на насловним странама многих модних часописа.
Такође се појавила и у неколико филмова, који су углавном прошли незапажено.

## Биографија
Херцигова је рођена у Литвинову, у Чехословачкој (сада Чешка), као ћерка мајке рачуновође и оца електричара. Била је спортски опредељена, у гимнастици, кошарци, стази и скијашком трчању. Своју манекенску каријеру започела је са 16 година након што је победила на такмичењу модела које је организовала француска агенција за моделе Metropolitan Models у Прагу, пре него што се преселила у Париз.
По доласку у Париз, њена популарност је порасла. Њено прво значајно појављивање било је као модел за прву Вондербра рекламу. 1994. извршни директор оглашавања Тревор Бити, развио је постер за рекламу Вондербра. На њему је приказана изблиза слика Херцигове која носи црни Вондербра. Реклама је имала само две речи: „Hello Boys“ („Здраво момци“). Утицајни постер представљен је на изложби у Музеју Викторије и Алберта у Лондону и изгласан је на 10. месту на конкурсу "Постер века".
Она је такође позирала за Guess, Victoria's Secret каталог и Sports Illustrated. Херцигова се појављивала у разним међународним модним часописима, красећи насловнице за Vogue (Француска, Британија, Шпанија, Немачка, Јапан, Аустралија, Мексико, Пољска, Турска, Тајланд), Harper's Bazaar (Британија, Шпанија, Украјина, Италија, Аустралија), као и Elle, Marie Claire, Numéro и Allure. Радила је ревије за дизајнере као што су Луј Витон, Емилијо Пучи и Версаче.

## Лични живот
Херцигова се удала за Тика Тореса, бубњара Бон Џовија, септембра 1996. у Њу Џерсију. Пар се развео у јуну 1998. Херцигова има три сина са италијанским бизнисменом Грегориом Марсијајем: Џорџа, Филипа и Едварда. Живе у Италији. 2017. пар се верио.
Херцигова говори чешки, руски, енглески, француски и италијански.